# Coupe Spengler 2016
Navigation
Édition précédente Édition suivante
La Coupe Spengler 2016 est la 90e édition de la Coupe Spengler. Elle se déroule du 26 au 31 décembre 2016 à Davos, en Suisse.

## Modus
Les six équipes participantes sont d'abord réparties en deux poules de trois, le groupe Torriani et le groupe Cattini. Chacune des équipes rencontre ses deux autres adversaires. La première équipe de chaque groupe est directement qualifiée pour les demi-finales. Les quatre autres équipes disputent des « pré-demi-finales », durant lesquelles le deuxième du groupe Cattini rencontre le troisième du groupe Torriani, et inversement. Le vainqueur de chacune de ces pré-demi-finales est qualifié pour les demi-finales. Les deux équipes victorieuses s'affrontent en finale, le 31 décembre, à midi.

## Participants
- Équipe du Canada
- HC Davos (LNA)
- Avtomobilist Iekaterinbourg (KHL)
- HC Lugano (LNA)
- Dinamo Minsk (KHL)
- Mountfield HK (Extraliga)

## Résultats

### Phase de groupes

#### Groupe Torriani
| Clt   | Équipe                      | PJ | V | VP | D | DP | BP | BC | Pts |
| ----- | --------------------------- | -- | - | -- | - | -- | -- | -- | --- |
| +001, | HC Lugano                   | 2  | 2 | 0  | 0 | 0  | 8  | 5  | 6   |
| +002, | Mountfield HK               | 2  | 1 | 0  | 1 | 0  | 7  | 7  | 3   |
| +003, | Avtomobilist Iekaterinbourg | 2  | 0 | 0  | 1 | 0  | 5  | 8  | 0   |

- Qualifié directement pour les demi-finales
- Qualifié pour les pré demi-finales

| 26 décembre | HC Lugano | 4-2 (1-1, 2-0, 1-1) | Avtomobilist Iekaterinbourg | Vaillant Arena 6 300 spectateurs |

| Feuille de match | Feuille de match | Feuille de match                  | Feuille de match                                                                     | Feuille de match                                                         |
| ---------------- | --- | --------------------------------- | ------------------------------------------------------------------------------------ | ------------------------------------------------------------------------ |
|                  | J. Wisniewski (L. Klasen) — 9 min 39 s (SN) R. Sannitz (R. Wilson, J. Wisniewski) — 31 min 24 s R. Gardner (L. Fazzini) — 32 min 35 s L. Klasen (M. Lapierre) — 59 min 40 s (CV) | 1-0 1-1 2-1 3-1 3-2 4-2           | D. Monia (I. Tchassaline) — 17 min 16 s A. Gareïev (N. Chtchitov) — 48 min 21 s (SN) | Arbitrage : Stefan Fonselius Tobias Wehrli Balazs Kovacs David Obwegeser |
| Elvis Merziklins | Gardiens | Ivan Lisoutine Vladimir Sokhatski |                                                                                      | Arbitrage : Stefan Fonselius Tobias Wehrli Balazs Kovacs David Obwegeser |
| 12 min           | Pénalités | 10 min                            |                                                                                      | Arbitrage : Stefan Fonselius Tobias Wehrli Balazs Kovacs David Obwegeser |
| 30               | Tirs | 23                                |                                                                                      | Arbitrage : Stefan Fonselius Tobias Wehrli Balazs Kovacs David Obwegeser |

| 27 décembre | Mountfield HK | 4-3 (1-1, 1-2, 2-0) | Avtomobilist Iekaterinbourg | Vaillant Arena 6 155 spectateurs |

| Feuille de match | Feuille de match | Feuille de match            | Feuille de match | Feuille de match                                                          |
| ---------------- | --- | --------------------------- | --- | ------------------------------------------------------------------------- |
|                  | R. Jarůšek — 4 min 28 s (SN) R. Kukumberg (B. Gregorc) — 24 min 51 s R. Kukumberg (A, Pavlas) — 52 min 8 s R. Jarůšek (A. Dzerins) — 55 min 56 s (SN) | 0-1 1-1 2-1 2-2 2-3 3-3 4-3 | D. Monia (N. Timachov, Tortcheniouk) — 31 s A. Golychev — 37 min 20 s S. Tchistov (A. Vassilevski) — 39 min 43 s (SN) | Arbitrage : Stefan Fonselius Marcus Vinnerborg David Obwegeser Simon Wüst |
| Patrik Rýbar     | Gardiens | Vladimir Sokhatsky          | | Arbitrage : Stefan Fonselius Marcus Vinnerborg David Obwegeser Simon Wüst |
| 12 min           | Pénalités | 14 min                      | | Arbitrage : Stefan Fonselius Marcus Vinnerborg David Obwegeser Simon Wüst |
| 31               | Tirs | 34                          | | Arbitrage : Stefan Fonselius Marcus Vinnerborg David Obwegeser Simon Wüst |

| 28 décembre | HC Lugano | 4-3 (2-1, 2-0, 0-2) | Mountfield HK | Vaillant Arena 6 300 spectateurs |

| Feuille de match                | Feuille de match | Feuille de match            | Feuille de match                                                                                        | Feuille de match                                                    |
| ------------------------------- | --- | --------------------------- | --- | ------------------------------------------------------------------- |
|                                 | G. Hofmann (R. Wilson) — 11 min 9 s (SN) G. Hofmann — 18 min 35 s L. Fazzini (M. Lapierre) — 29 min 23 s R. Vesce (L. Klasen) — 30 min 51 s | 1-0 1-1 2-1 3-1 4-1 4-2 4-3 | J. Šimánek (R. Červený, A. Džeriņš) — 11 min 53 s A. Džeriņs — 43 min 6 s (IN) R. Červený — 51 min 42 s | Arbitrage : Tobias Wehrli Marc Wiegand Cedric Borga David Obwegeser |
| Daniel Manzato Elvis Merziklins | Gardiens | Patrik Rýbar Ondřej Kacetl  | | Arbitrage : Tobias Wehrli Marc Wiegand Cedric Borga David Obwegeser |
| 14 min                          | Pénalités | 12 min                      | | Arbitrage : Tobias Wehrli Marc Wiegand Cedric Borga David Obwegeser |
| 23                              | Tirs | 38                          | | Arbitrage : Tobias Wehrli Marc Wiegand Cedric Borga David Obwegeser |

#### Groupe Cattini
| Clt   | Équipe           | PJ | V | VP | D | DP | BP | BC | Pts |
| ----- | ---------------- | -- | - | -- | - | -- | -- | -- | --- |
| +001, | Dinamo Minsk     | 2  | 1 | 0  | 1 | 0  | 11 | 9  | 3   |
| +002, | HC Davos         | 2  | 1 | 0  | 1 | 0  | 8  | 8  | 3   |
| +003, | Équipe du Canada | 2  | 1 | 0  | 1 | 0  | 8  | 10 | 3   |

- Qualifié directement pour les demi-finales
- Qualifié pour les pré demi-finales

| 26 décembre | Dinamo Minsk | 7-4 (2-3, 1-0, 4-1) | Équipe du Canada | Vaillant Arena 6 119 spectateurs |

| Feuille de match | Feuille de match | Feuille de match                            | Feuille de match | Feuille de match                                                      |
| ---------------- | --- | ------------------------------------------- | --- | --------------------------------------------------------------------- |
|                  | O. Materoukhine (K. Gotovets) — 2 min 2 s I. Kovyrchine (N. Komaraw, O. Materoukhine) — 16 min 50 s I. Lissavets (M. Ellison, Materoukhine) — 30 min 44 s (SN) D. Korabaw (N. Komaraw) — 46 min 30 s I. Kovyrchine (R. Klinkhammer) — 50 min 25 s (SN) S. Drozd (A. Kitaraw, R. Hrabarenka) — 54 min 20 s N. Komaraw (K. Khenkel, I. Chynkevitch) — 58 min 25 s (CV) | 1-0 1-1 1-2 1-3 2-3 3-3 3-4 4-4 5-4 6-4 7-4 | A. Ebbett (D. Jeffrey, M. Raymond) — 5 min 11 s M. Noreau (A. Ebbett, M.-A. Pouliot) — 12 min 57 s (SN) M. Raymond (M. Flood, M.-A. Pouliot) — 13 min 58 s (SN) M. Noreau (J. Micflikier) — 40 min 33 s (SN) | Arbitrage : Marcus Vinnerborg Marc Wiegand Cedric Borga Roman Kaderli |
| Drew MacIntyre   | Gardiens | Ben Scrivens                                | | Arbitrage : Marcus Vinnerborg Marc Wiegand Cedric Borga Roman Kaderli |
| 12 min           | Pénalités | 12 min                                      | | Arbitrage : Marcus Vinnerborg Marc Wiegand Cedric Borga Roman Kaderli |
| 19               | Tirs | 35                                          | | Arbitrage : Marcus Vinnerborg Marc Wiegand Cedric Borga Roman Kaderli |

| 27 décembre | HC Davos | 3-4 (1-1, 0-1, 2-2) | Équipe du Canada | Vaillant Arena 6 300 spectateurs |

| Feuille de match | Feuille de match | Feuille de match            | Feuille de match | Feuille de match                                                   |
| ---------------- | --- | --------------------------- | --- | ------------------------------------------------------------------ |
|                  | P. Ledin (T. Ruutu, B. Forster) — 11 min 9 s (SN) D. Rahimi (T. Ruutu, C. Egli) — 45 min 2 s P. Ledin (M. Wieser, N. Schneeberger) — 55 min 18 s | 1-0 1-1 1-2 2-2 2-3 2-4 3-4 | M. Raymond (Ch. Genoway, D. Jeffrey) — 16 min () C. Emmerton (J. Sheppard) — 27 min 57 s () J. Mickflikier (B. Gormley) — 46 min 37 s (SN) A. Ebbett (Ch. Genoway, M. Raymond) — 52 min 40 s (SN) | Arbitrage : Michael Leggo Tobias Wehrli Cedric Borga Roman Kaderli |
| Gilles Senn      | Gardiens | Zachary Fucale              | | Arbitrage : Michael Leggo Tobias Wehrli Cedric Borga Roman Kaderli |
| 20 min           | Pénalités | 12 min                      | | Arbitrage : Michael Leggo Tobias Wehrli Cedric Borga Roman Kaderli |
| 36               | Tirs | 34                          | | Arbitrage : Michael Leggo Tobias Wehrli Cedric Borga Roman Kaderli |

| 28 décembre | Dinamo Minsk | 4-5 (1-1, 2-3, 1-1) | HC Davos | Vaillant Arena 6 300 spectateurs |

| Feuille de match | Feuille de match | Feuille de match                    | Feuille de match | Feuille de match                                                     |
| ---------------- | --- | ----------------------------------- | --- | -------------------------------------------------------------------- |
|                  | R. Klinkhammer — 4 min 54 s (IN) D. Karaban — 29 min 46 s A. Pawlovitch — 30 min 38 s A. Pawlovitch (R. Klinkhammer) — 47 min 35 s (SN) | 1-0 1-1 1-2 1-3 1-4 2-4 3-4 3-5 4-5 | A. Hall (D. Shore, T. Ruutu) — 16 min 3 s (SN) N. Schneeberger (E. Corvi) — 21 min 28 s (SN) P. Lindgren (T. Ruutu, M. Wieser) — 22 min 17 s D. Shore (P. Ledin, N. Schneeberger) — 29 min 31 s (SN) E. Corvi — 41 min 40 s | Arbitrage : Michael Leggo Markus Vinnerborg Roman Kaderli Simon Wüst |
| Kevin Lalande    | Gardiens | Melvin Nyffeler                     | | Arbitrage : Michael Leggo Markus Vinnerborg Roman Kaderli Simon Wüst |
| 14 min           | Pénalités | 18 min                              | | Arbitrage : Michael Leggo Markus Vinnerborg Roman Kaderli Simon Wüst |
| 20               | Tirs | 19                                  | | Arbitrage : Michael Leggo Markus Vinnerborg Roman Kaderli Simon Wüst |

### Phase finale

#### Pré-demi-finales
| 29 décembre | Mountfield HK | 1-5 (0-2, 1-1, 0-2) | Équipe du Canada | Vaillant Arena 6 012 spectateurs |

| Feuille de match | Feuille de match                                  | Feuille de match        | Feuille de match | Feuille de match                                                     |
| ---------------- | ------------------------------------------------- | ----------------------- | --- | -------------------------------------------------------------------- |
|                  | J. Bednář (B. Gregorc, R. Dej) — 39 min 20 s (SN) | 0-1 0-2 0-3 1-3 1-4 1-5 | A. Ebbett (M. Katic, M. Raymond) — 4 min 19 s M. Noreau (C. DiDomenico, B. Gormley) — 19 min 41 s B. Gormley (M. Raymond, A. Ebbett) — 33 min 32 s M. Raymond (M. Flood, A. Ebbett) — 42 min 24 s (SN) F. Paré (B. Gormley, S. Heshka) — 43 min 1 s | Arbitrage : Tobias Wehrli Marc Wiegand Roman Kaderli David Obwegeser |
| Ondřej Kacetl    | Gardiens                                          | Zachary Fucale          | | Arbitrage : Tobias Wehrli Marc Wiegand Roman Kaderli David Obwegeser |
| 20 min           | Pénalités                                         | 12 min                  | | Arbitrage : Tobias Wehrli Marc Wiegand Roman Kaderli David Obwegeser |
| 20               | Tirs                                              | 30                      | | Arbitrage : Tobias Wehrli Marc Wiegand Roman Kaderli David Obwegeser |

| 29 décembre | HC Davos | 3-1 (2-1, 0-0, 1-0) | Avtomobilist Iekaterinbourg | Vaillant Arena 6 300 spectateurs |

| Feuille de match | Feuille de match | Feuille de match | Feuille de match                        | Feuille de match                                                    |
| ---------------- | --- | ---------------- | --------------------------------------- | ------------------------------------------------------------------- |
|                  | T. Ruutu (D. Shore, C.-C. Paschoud) — 5 min 28 s (SN) D. Shore (D. Wieser, D. Simion) — 8 min 35 s M. Wieser (T. Ruutu, S. Jung) — 43 min 39 s | 1-0 2-0 2-1 3-1  | A. Golychev (P. Tourbine) — 17 min 58 s | Arbitrage : Stefan Fonselius Michael Leggo Balázs Kovács Simon Wüst |
| Gilles Senn      | Gardiens | Ivan Lissoutine  |                                         | Arbitrage : Stefan Fonselius Michael Leggo Balázs Kovács Simon Wüst |
| 08:00 min        | Pénalités | 14:00 min        |                                         | Arbitrage : Stefan Fonselius Michael Leggo Balázs Kovács Simon Wüst |
| 22               | Tirs | 32               |                                         | Arbitrage : Stefan Fonselius Michael Leggo Balázs Kovács Simon Wüst |

#### Demi-finales
| 30 décembre | Dinamo Minsk | 2-3 (0-2, 1-0, 1-1) | Équipe du Canada | Vaillant Arena 6 300 spectateurs |

| Feuille de match | Feuille de match | Feuille de match    | Feuille de match | Feuille de match                                                     |
| ---------------- | --- | ------------------- | --- | -------------------------------------------------------------------- |
|                  | A.Stepanov (F. Pettersson, D. Korabaw) — 21 min 44 s (SN) M. Ellison (D. Korabaw, J. Kovyrchine) — 55 min 16 s (SN) | 0-1 0-2 1-2 1-3 2-3 | M.-A. Pouliot (J. Micflickier, C. Didomenico) — 7 min 7 s C. Didomenico (M. Noreau) — 14 min 3 s (SN) Ch. Genoway (M.-A. Pouliot) — 52 min 29 s | Arbitrage : Stefan Fonselius Marc Wiegand Cedric Borga Balázs Kovács |
| Ben Scrivens     | Gardiens | Zachary Fucale      | | Arbitrage : Stefan Fonselius Marc Wiegand Cedric Borga Balázs Kovács |
| 26 min           | Pénalités | 22 min              | | Arbitrage : Stefan Fonselius Marc Wiegand Cedric Borga Balázs Kovács |
| 23               | Tirs | 37                  | | Arbitrage : Stefan Fonselius Marc Wiegand Cedric Borga Balázs Kovács |

| 30 décembre | HC Lugano | 4-0 (1-0, 2-0, 1-0) | HC Davos | Vaillant Arena 6 300 spectateurs |

| Feuille de match | Feuille de match | Feuille de match | Feuille de match | Feuille de match                                                        |
| ---------------- | --- | ---------------- | ---------------- | ----------------------------------------------------------------------- |
|                  | L. Klasen (J. Wisniewski, T. Mårtensson) — 16 min 59 s D. Bürgler (R. Vesce) — 31 min 23 s (SN) A. Chiesa (J. Walker, M. Lapierre) — 35 min 1 s A. Bertaggia (G. Hofmann) — 45 min 54 s (IN) | 1-0 2-0 3-0 4-0  |                  | Arbitrage : Stefan Fonselius Marcus Vinnerborg Roman Kaderli Simon Wüst |
| Elvis Merziklins | Gardiens | Melvin Nyffeler  |                  | Arbitrage : Stefan Fonselius Marcus Vinnerborg Roman Kaderli Simon Wüst |
| 26 min           | Pénalités | 24 min           |                  | Arbitrage : Stefan Fonselius Marcus Vinnerborg Roman Kaderli Simon Wüst |
| 33               | Tirs | 35               |                  | Arbitrage : Stefan Fonselius Marcus Vinnerborg Roman Kaderli Simon Wüst |

#### Finale
| 31 décembre | Équipe du Canada | 5-2 (1-1, 3-0, 1-1) | HC Lugano | Vaillant Arena 6 300 spectateurs |

| Feuille de match | Feuille de match | Feuille de match            | Feuille de match                                                               | Feuille de match                                                    |
| ---------------- | --- | --------------------------- | ------------------------------------------------------------------------------ | ------------------------------------------------------------------- |
|                  | Ch. Genoway (N. Spaling, C. Emmerton) — 6 min 3 s M.-A. Pouliot (J. Mickflicker, C. Didomenico) — 20 min 59 s C. Emmerton (N. Spaling, B. Parlett) — 22 min 59 s (IN) A. Ebbett (M. Raymond) — 37 min 17 s N. Spaling (A. Ebbett) — 59 min 43 s (CV) | 0-1 1-1 2-1 3-1 4-1 4-2 5-2 | D. Bürgler (P. Zackrisson) — 31 s D. Bürgler (J. Wisniewski) — 44 min 8 s (SN) | Arbitrage : Marcus Vinnerborg Marc Wiegand Roman Kaderli Simon Wüst |
| Zachary Fucale   | Gardiens | Elvis Merzļikins            |                                                                                | Arbitrage : Marcus Vinnerborg Marc Wiegand Roman Kaderli Simon Wüst |
| 24 min           | Pénalités | 12 min                      |                                                                                | Arbitrage : Marcus Vinnerborg Marc Wiegand Roman Kaderli Simon Wüst |
| 47               | Tirs | 42                          |                                                                                | Arbitrage : Marcus Vinnerborg Marc Wiegand Roman Kaderli Simon Wüst |

## Équipe d'étoiles
Chaque année, une équipe type du tournoi est constituée avec les meilleurs joueurs des 6 équipes.
| Position         | Joueur              | Équipe           |
| ---------------- | ------------------- | ---------------- |
| Gardien          | Elvis Merzļikins    | HC Lugano        |
| Défenseur droit  | Maxim Noreau        | Équipe du Canada |
| Défenseur gauche | James Wisniewski    | HC Lugano        |
| Attaquant droit  | Ievgueni Kovyrchine | Dinamo Minsk     |
| Centre           | Andrew Ebbett       | Équipe du Canada |
| Attaquant gauche | Drew Shore          | HC Davos         |